# Bistum Orihuela-Alicante
Das Bistum Orihuela-Alicante (lat.: Dioecesis Oriolensis-Lucentinus, span.: Diócesis de Orihuela-Alicante) ist ein römisch-katholisches Bistum in Spanien mit Sitz in Orihuela. Es gehört mit den Bistümern Ibiza, Mallorca, Menorca und Segorbe-Castellón de la Plana zur Kirchenprovinz Valencia.
Zum neuen Bischof ernannt wurde am 27. Juli 2012 von Papst Benedikt XVI. Jesús Murgui Soriano, der zuvor Bischof von Mallorca gewesen war. Sein Vorgänger war Rafael Palmero Ramos, dessen Rücktritt aus Altersgründen der Papst am selben Tag angenommen hatte.

## Weblinks

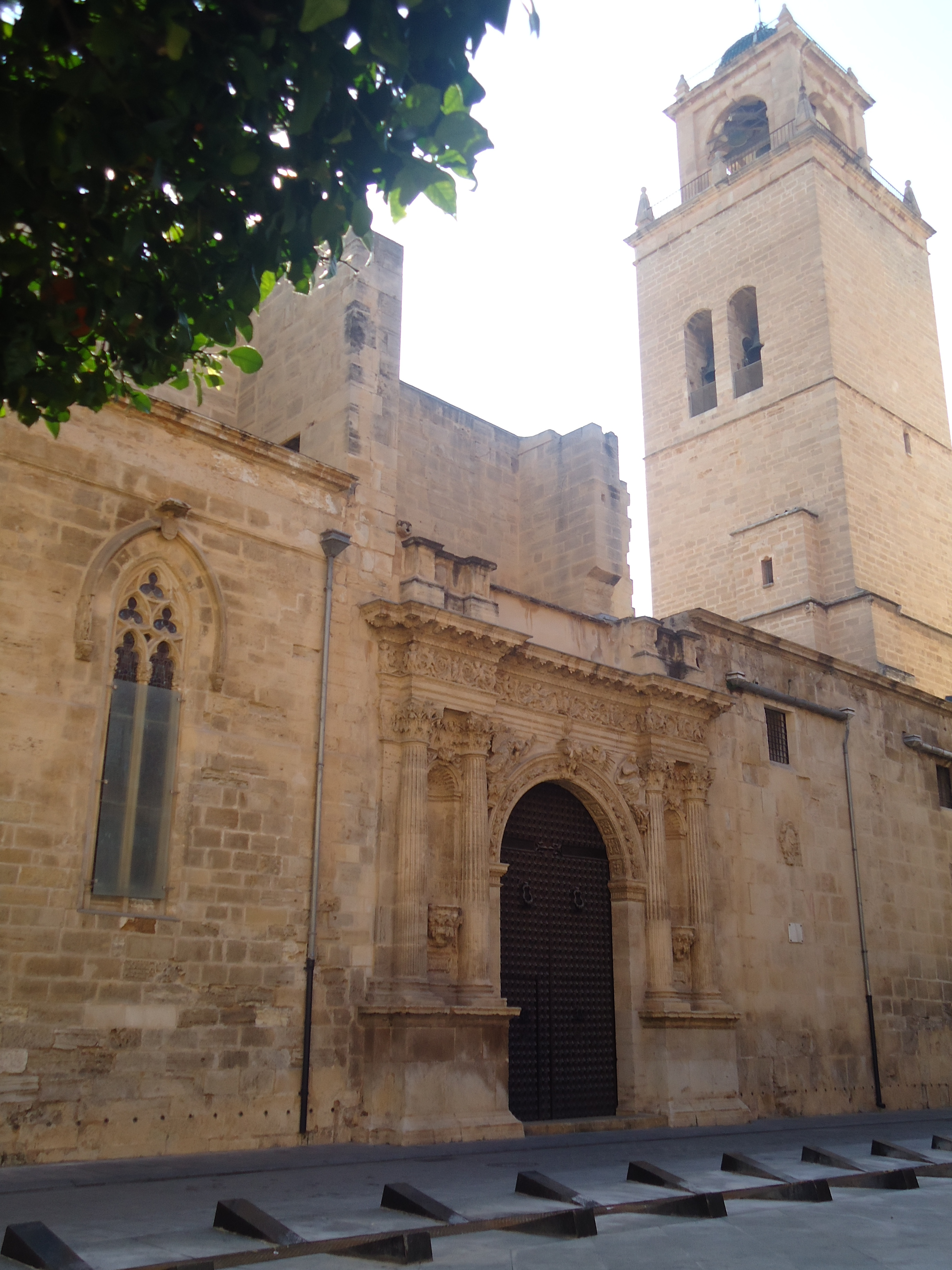
Kathedrale von Orihuela